# تیانا اسکاچکو
تیانا اسکاچکو (اوکراینی: Тетяна Вікторівна Схачко؛ زادهٔ ۱۸ اوت ۱۹۵۴) ورزشکار المپیک اهل اوکراین است.